# Rio Coxá
Rio Coxá är ett vattendrag i Brasilien.   Det ligger i delstaten Minas Gerais, i den östra delen av landet, 400 km öster om huvudstaden Brasília.
Omgivningarna runt Rio Coxá är huvudsakligen savann. Runt Rio Coxá är det glesbefolkat, med 14 invånare per kvadratkilometer.